# Marcellin Rouchouze
Marcellin (Jean-Marie) Rouchouze (ur. 14 grudnia 1810 w Saint-Julien, zm. 26 maja 1871 w Paryżu) – francuski zakonnik, sercanin biały, błogosławiony Kościoła katolickiego, męczennik, jeden z czterech błogosławionych towarzyszy zamordowanych przez paryskich komunardów w czasie tzw. krwawego tygodnia komuny paryskiej.

## Życiorys
Pochodził z religijnej rodziny, która obfitowała w powołania do zakonu sercanów białych – było ich łącznie 45. Jego wuj, Régis prowadził wspólnotę zakonną w Mende, Etienne był wikariuszem apostolskim dla misji w Oceanii (zginął na morzu), a jego brat Euthyme (François) piastował funkcję przełożonego zgromadzenia i odnowił wspólnotę po problemach ze schizmą. Był synem Barthélemy Rouchouza, który po odchowaniu dzieci również wstąpił do zgromadzenia oraz Suzanne Clot. Był najstarszym z trójki dzieci (miał brata François, ur. 1813 i siostrę Annę, ur. 1816, przez piętnaście lat przełożoną domu zakonnego w La Serena w Chile). 
Szkołę prowadzoną przez sercanów białych ukończył w Sarlat-la-Canéda (1823). Nowicjat w tej wspólnocie rozpoczął 24 sierpnia 1834, a śluby zakonne złożył na ręce Józefa Coudrina w paryskim klasztorze na Picpus 2 lutego 1837. Mimo że skończył seminarium wstrzymywał się ze święceniami kapłańskimi, ponieważ uważał, że nie jest ich godzien (przyjął tylko subdiakonat). W lutym 1840 został profesorem filozofii Wyższego Seminarium Duchownego na Picpus. W 1842 przeniesiono go do Nivelles w Belgii, gdzie otwarto nową szkołę dla chłopców, w 1844 przeniesioną do Enghien (Walonia). Szkołą tą zarządzał do jej likwidacji w 1850.
Święcenia diakonatu otrzymał 20 grudnia 1851 w Cahors, gdzie funkcjonowała szkoła sercańska. Tamże, 5 czerwca 1852 przyjął święcenia kapłańskie. W 1856 został przełożonym szkoły. W 1860, z powodów zdrowotnych, skierowano go do szkoły w Poitiers, gdzie pozostawał do 1865. W 1866 został sekretarzem generalnym sercanów białych. Opracował w tym czasie Księgę wykonywanych posług przez każdego współbrata od chwili zakończenia nowicjatu. W 1867, podczas podróży do Rzymu, zachorował na cholerę. W 1870 został radnym generalnym swojego zgromadzenia. 
Podczas terroru komuny paryskiej (1871) nie opuścił miasta. Został aresztowany przez komunardów 12 kwietnia 1871 jako zakładnik. Wraz z pozostałymi męczennikami z Picpus został 22 maja 1871 przeniesiony z więzienia Mazas do więzienia La Roquette. W czasie przemarszu duchowni byli atakowani i znieważani przez rozwścieczony tłum skandujący śmierć klechom. 26 maja 1871, w sytuacji zbliżania się armii wersalskiej do La Roquette zakładników przejął komunardzki pułkownik Émile Gois, który ustawił ich w szyku procesyjnym i zmusił do marszu w kierunku siedziby Gwardii Narodowej przy ulicy Haxo, gdzie zostali zaatakowani przez zanarchizowany tłum mężczyzn, kobiet i dzieci. Wściekłość zbiegowiska była na tyle duża, że eskorta straciła panowanie nad sytuacją. Księży bito i masakrowano, a w końcu ustawiono pod murem. Sformowano spontanicznie pluton egzekucyjny, któremu samozwańczo przewodziła dziewiętnastoletnia kobieta z numerem 174 na czapce. Spokojna i godna postawa kapłanów spowodowała jednak zawahanie się morderców, w związku z czym kobieta krzyknęła: Niech to się skończy. Banda tchórzy! Jeszcze nie zaczęliście!, po czym pierwsza oddała strzał. Kolejne salwy doprowadziły do zamordowania wszystkich zakładników, a jeszcze żywych dobijano bagnetami. Tłum wiwatował i oklaskiwał masakrę. Jeden z uczestników oświadczył: Strzelaliśmy do nich jak do królików. Dzień po zabójstwie obrabowane ciała wrzucono do fosy pełniącej rolę grobu masowego. Następnego dnia komuna upadła i wyzwolono jej więzienia.
Kilka dni później ciała przeniesiono na cmentarz Belleville. Zabezpieczono sznur, którymi związano zamordowanych księży. Władze nie zezwoliły na pochówek kapłanów na cmentarzu przy klasztorze Picpus, wobec czego 8 czerwca 1871 pochowano ich przy klasztorze w Issy-les-Moulineaux. 6 września 1872 szczątki przeniesiono do kaplicy Najświętszego Serca Jezusowego w Picpus. Na miejscu masakry wzniesiono kościół Matki Bożej Zakładników. W 1903 władze paryskie nakazały usunięcie ciał z Picpus, w związku z czym wróciły one do Issy-les-Moulineaux. 9 maja 1959, po wszczęciu procesu beatyfikacyjnego otwarto kryptę w obecności m.in. generała zakonu, Henry'ego Systermansa i dokonano rozpoznania zwłok. 10 maja 1959 przewieziono je do krypty kościoła św. Gabriela w Paryżu. 21 października 2010 umieszczono szczątki w grobowcu na cmentarzu Picpus, obok prochów założycieli zakonu.

## Beatyfikacja
27 kwietnia 1894 ojciec generał sercanów białych, Sylvain Bousquet polecił w swoim liście okólnym zebrać wszystkie dowody życia i męczeństwa kapłanów z Picpus. W 1896 połączono ich proces beatyfikacyjny z procesem księdza Henriego Planchata. Proces zbierania informacji odbywał się w Paryżu od 8 marca 1897 do 8 sierpnia 1900. Positio sformułowano w 1912, ale z uwagi na proces biskupa Georges'a Darboya i innych piętnastu ofiar komuny paryskiej, sprawę odkładano dwukrotnie, aż do 1957. W międzyczasie opracowano dwa studia historyczne – na zlecenie papieży Piusa XII i Pawła VI. W 1955 wydano dekret do prowadzenia procesu beatyfikacji bez kultu. W 2007 oddzielono sprawę Henriego Planchata, by w 2012 znów ją połączyć. Od 2013 do 2016 przeprowadzono procesy uzupełniające. 11 maja 2020 Komisja Teologiczna ds. Świętych na spotkaniu Relatio et Vota jednomyślnie orzekła, że męczennicy z Picpus zasługują na ten tytuł. 19 października 2021 stwierdzono, że zostali zabici za wierność Chrystusowi i Kościołowi. 22 kwietnia 2023 zostali beatyfikowani w paryskim kościele św. Suplicjusza.